# Morrumbala (distrito)
Morrumbala é um distrito da província da Zambézia, em Moçambique, com sede na vila de Morrumbala.
 Tem limites a norte com o distrito de Milange, a oeste com o Malawi e com o distrito de Mutarara da província de Tete, a sul com o distrito de Mopeia e a leste com o distrito de Derre.

## Demografia

### População
Em 2007, o Censo indicou uma população de 358 913 residentes. Com uma área de 12 801  km², a densidade populacional rondava os 28,04 habitantes por km².
De acordo com o Censo de 1997, o distrito tinha 243 751 habitantes e uma área de 12 972 km², daqui resultando uma densidade populacional de 18,8 habitantes por km².
| 1980    | 1997    | 2007    |
| 197 554 | 243 751 | 358 913 |

## Divisão administrativa
Até 1975, Morrumbala constituía uma "circunscrição administrativa", na até então denominada Província de Moçambique, criada em 1832.
O distrito de Morrumbala está dividido em três postos administrativos: Chire, Megaza e Morrumbala. Estes, por sua vez, são compostos por 10 localidades
- Posto Administrativo de Chire:
  - Chilomo
  - Chire
  - Gorro
- Posto Administrativo de Megaza:
  - Megaza
  - Pinda
  - Sabe
- Posto Administrativo de Morrumbala
  - Boroma
  - Mepinha
  - Morrumbala
  - Muandiua